# 日産・ラシーン
ラシーン（RASHEEN）は、日産自動車が1994年（平成6年）から2000年（平成12年）まで販売していたクロスオーバーSUVである。製造は高田工業が担当した。

## 概要
型式は「R*NB14」であるがB14型サニーとの共通部品は皆無に近く、1世代古いB13型サニーの4WD車や、B13型以降プラットフォームを共有しているN14型パルサーの4WD車と共通の部品が多く使われている。全車四輪駆動（4WD）であり、ビスカスカップリングを用いたフルオートフルタイム4WDシステムを採用する。型式の2文字目に割り当てられるアルファベットはモデルによって異なり、ラシーンftには「H」、ラシーンフォルザには「K」、それ以外には「F」が割り当てられる。
デザインコンセプトには、Be-1やパオを手がけた坂井直樹が率いるウォータースタジオが関わっているが、公式には発表されていない。そのため、限定生産ではなくベース車も異なるが、パイクカーシリーズの流れを汲んだ商品企画であった。
テールゲート（バックドア）は上下開きとされ、タイプII以上ではその後方にスチールパイプ製の横開き式キャリアを介し、スペアタイヤを装備している。タイプIとタイプI B仕様は背面スペアタイヤキャリアがなく、スペアタイヤは荷室内収納となる。タイプIIIでは、さらに大径丸形フォグランプとグリルガードがセットで標準装備となる。全長はタイプIおよびタイプI B仕様が3,980 mm、タイプIIが4,115 mm、タイプIIIが4,210 mm となる。
本格的なクロスカントリーカーを思わせる風貌ではあるが、そういった雰囲気を手軽に楽しむための自動車であり、開発時に激しい不整地走行は想定されていない。
1993年（平成5年）の東京モーターショーに参考出品した試作車が好評だったため、細部を変更して1994年（平成6年）12月に市販化されたという経緯を持っている。高さを抑え角張った外装デザインが特徴的であり、一度もフルモデルチェンジされることなく2000年（平成12年）まで生産が続けられた。日本のみならずイギリス等の日本国外でも高く評価され、中古車はいまだに根強い人気を保ち、ラシーンを専門に扱う中古車販売店も存在する。
1997年1月15日から同年11月30日にかけて、イメージキャラクターにドラえもんを起用。当時のキャッチコピーは「新・ぼくたちのどこでもドア。RUN!RUN!ラシーン新発進。」であり、車体色のブルーカラーは「ドラえもんブルー」と称された。
1998年4月からは、ラシーンフォルザのイメージキャラクターとしてムーミンとスナフキンが登場。ムーミンとスナフキンはミニチュア、ラシーンの国はミニチュアと実写の合成、フォルザは実写と、キャラクター、風景、車それぞれを巧妙に合成している。当時のキャッチコピーは「ラシーンの国へようこそ。ちょっと大きめ　ラシーンフォルザ発進。」。CMに使われた曲はオリジナル曲で、作詞はパトリック・ヌジェ、作曲は井上ヨシマサ、演奏は野村義男によるものである。

## 初代 RFNB14/RHNB14/RKNB14型（1994年-2000年）
1993年（平成5年）10月
第30回東京モーターショーにて試作車を参考出品。
1994年（平成6年）12月12日
恵比寿ガーデンプレイスで発表会が行われ、RFNB14型「ラシーン」即日発売。1497cc・最高出力105馬力の直列4気筒DOHCのGA15DE型を搭載。全車センターデフの代わりにビスカスカップリングを用いるフルオートフルタイム4WD車で、「タイプI」、「タイプII」、「タイプIII」の3タイプと、タイプIの一部装備を簡略化した廉価モデル「タイプI B仕様」の4グレードで販売をスタートした。トランスミッションは全グレードで5速MTと4速ATを選択可能だった。
1995年（平成7年）8月30日
特別仕様車「タイプF」を追加設定。タイプI をベースにエクステリアにルーフレールを、インテリアにウッド調パネルを装備していた。専用色としてブラックが追加された。
1996年（平成8年）4月8日
特別仕様車「タイプL」を追加設定。タイプI をベースにエクステリアにルーフレール、背面タイヤ、ホワイトのホイールカバー、ボディ同色ドアミラー、専用ドアステッカーを装備し、インテリアに専用シート地を備えたモデル。専用色としてアクティブレッドが追加された。
1996年（平成8年）9月
特別仕様車「タイプJ」を追加設定。タイプI をベースにエクステリアにルーフレール、ボディ同色ドアミラーを装備し、インテリアに専用シート地、キーレスエントリーなどを装備。安全装備としてABSを装備していた。専用色としてプラチナシルバーメタリックが追加された。
1997年（平成9年）1月14日
マイナーチェンジ。外装ではフロントグリルのデザイン変更とフロントバンパー部のターンシグナルレンズがクリアー（白レンズ）化が相違点となる。安全装備として全車にデュアルエアバッグ、ABSを標準で装着した。また、1838cc・最高出力125馬力の直列4気筒DOHC SR18DE型エンジンを搭載し、センターデフ+ビスカスカップリング方式のフルタイム4WDシステム「ATTESA」を搭載するRHNB14型「ラシーンft」シリーズが追加設定された。グレード構成はタイプIII と B仕様が廃止され、1.5L 車が「タイプI」、「タイプII」、「タイプS」、1.8L 車が「ftタイプII」、「ftタイプS」の合計5種類となった。トランスミッションは1.5L のタイプI、タイプIIでは5速MTと4速ATが選択可能で、1.5L のタイプSと1.8L 全車は4速ATのみの設定だった。
1997年（平成9年）10月
1998ccの直列4気筒DOHC　SR20DE型エンジンを搭載し、フロントとリアのオーバーハングを延長し、背面上半部は前傾したスタイルとなる。丸形4灯式ヘッドランプ、オーバーフェンダー、専用ラジエーターグリル、専用前後バンパー等を装備したスポティーモデルの「フォルザ」を第32回東京モーターショーにて参考出品。
1997年（平成9年）12月1日
特別仕様車「タイプA」を追加設定。タイプIIをベースに専用スペアタイヤカバー、熱反射ハーフミラーガラス、専用シート地、キーレスエントリーを備えたモデル。専用色としてワインレッドパールメタリックが追加された。
1998年（平成10年）4月6日
RKNB14型「ラシーン フォルザ（RASHEEN FORZA）」を追加設定。内容は前年の東京モーターショーにて公開されたプロトタイプと同様である。全長・全幅・全高はそれぞれ 4,150×1,720×1,515mm となり、全幅が 1,700mm を超えて車両区分が3ナンバーとなる。1.8L モデルと同様にセンターデフ+ビスカスカップリング方式のフルタイム4WDシステム「ATTESA」を搭載していた。グレード設定は標準車の「フォルザ」とキーレスエントリー等が標準になる「フォルザSパッケージ」の2種類で、エンジンは2.0LのSR20DEのみ、トランスミッションは4速ATのみの設定となった。CMキャラクターとしてムーミンとスナフキンを起用。
2000年（平成12年）5月11日
特別仕様車「タイプM」を追加設定。タイプA をベースにインテリアに白木調のパネルを採用（センタークラスター上部やメータークラスター部分）し、CD一体AM/FM電子チューナーラジオを標準装備した。専用色としてオパールブルーチタンメタリックが追加された。
2000年（平成12年）8月31日
高田工業での生産終了。総生産台数7万2793台。

## 車名の由来
- 未知なる旅の“水先案内人”をイメージした「羅針盤」からの造語[8]。日産自動車ホームページがラシーン発売と同時期に「日産羅針盤」として開設[16][17]され、ルノー資本注入後、刷新されるまでの間使用されていた。現在は同ホームページのMeta要素の中や携帯電話向けのホームページ日産携帯羅針盤にその名前を残している。
- 「フォルザ」はイタリア語のForza（発音はフォルツァ）で、「力」や「強さ」の意。